# Marmosa xerophila
Espèce
Statut de conservation UICN

 VU A2c : Vulnérable
Marmosa xerophila est une espèce de marsupiaux de la famille des Didelphidae.

## Répartition

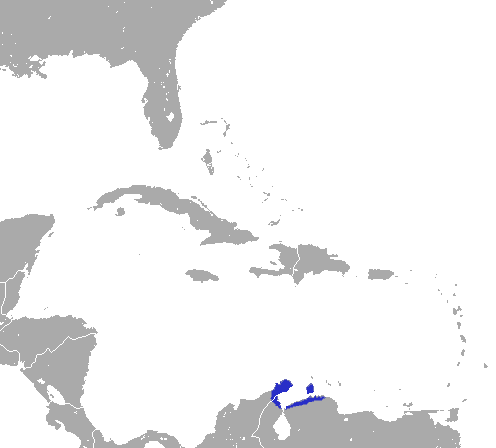
Carte de distribution de Marmosa xerophila.

L'espèce se rencontre principalement dans les États côtiers du Nord du Venezuela (Zulia et Falcón) ainsi que dans la partie colombienne de la péninsule de Guajira.